# Akbar Yerevanli
Akbar Yunis oglu Yerevanli (en azerí: Əkbər Yunis oğlu Süleymanov; Ereván, 17 de junio de 1921 - Ereván, 28 de agosto de 1982) fue un escritor, literato y pedagogo de Azerbaiyán, director del Departamento de Lengua y Literatura de Azerbaiyán de la Universidad Estatal de Ereván (1956-1980) y de la rama azerbaiyana de la Unión de Escritores de la RSS de Armenia.

## Biografía
Akbar Suleymanov nació el 17 de junio de 1921 en la cidad de Ereván. Entre 1943 y 1948 estudió en el Departamento Oriental de la Facultad de Filología de la Universidad Estatal de Ereván. Comenzó su carrera en 1938 en Ereván en la oficina editorial del periódico "Comunista" publicado en idioma azerbaiyano y trabajó como literario, secretario responsable y  traductor.
En 1951 ingresó al curso de posgrado del Instituto de Literatura en nombre de M. Abeghyan de la Academia Nacional de Ciencias de la República de Armenia. En 1954 defendió la tesis de su candidato sobre el tema "Sobre la historia de las relaciones literarias entre Azerbaiyán y Armenia". Entre 1950 y 1965 fue profesor de literatura azerbaiyana en la Universidad Estatal de Ereván y desde 1956 trabajó como director del departamento de lengua y literatura de Azerbaiyán en el Instituto Pedagógico del Estado de Ereván. Realizó una investigación constante en el campo de las relaciones literarias mutuas entre Armenia y Azerbaiyán y tradujo las obras de varios escritores armenios al azerbaiyano.
La disertación doctoral de Akbar Yerevanli sobre "Las relaciones literarias azerí-armenias. Desde la antigüedad hasta finales del siglo XVIII" fue publicada en forma de monografía de 556 páginas en Ereván en 1968 por la editorial Hayastan, pero no pudo defenderlo hasta el final de su vida. Por lo tanto, en el año 1975 defendió su tesis doctoral "Relaciones literarias armenio-azerbaiyanas (creatividad popular oral, arte Ashiq y literatura escrita de los siglos XI-XVIII)" en Bakú.
Akbar Yerevanli falleció el 28 de agosto de 1982 en la ciudad de Ereván.